# Röthelstein (ort)
Röthelstein är en ort i Österrike. Den ligger i kommunen Frohnleiten i förbundslandet Steiermark, 130 kilometer sydväst om huvudstaden Wien. Orten var till och med 2014 en egen kommun.